# Galasówka dębianka
Galasówka dębianka (Cynips quercusfolii) – błonkówka z rodziny galasówkowatych.

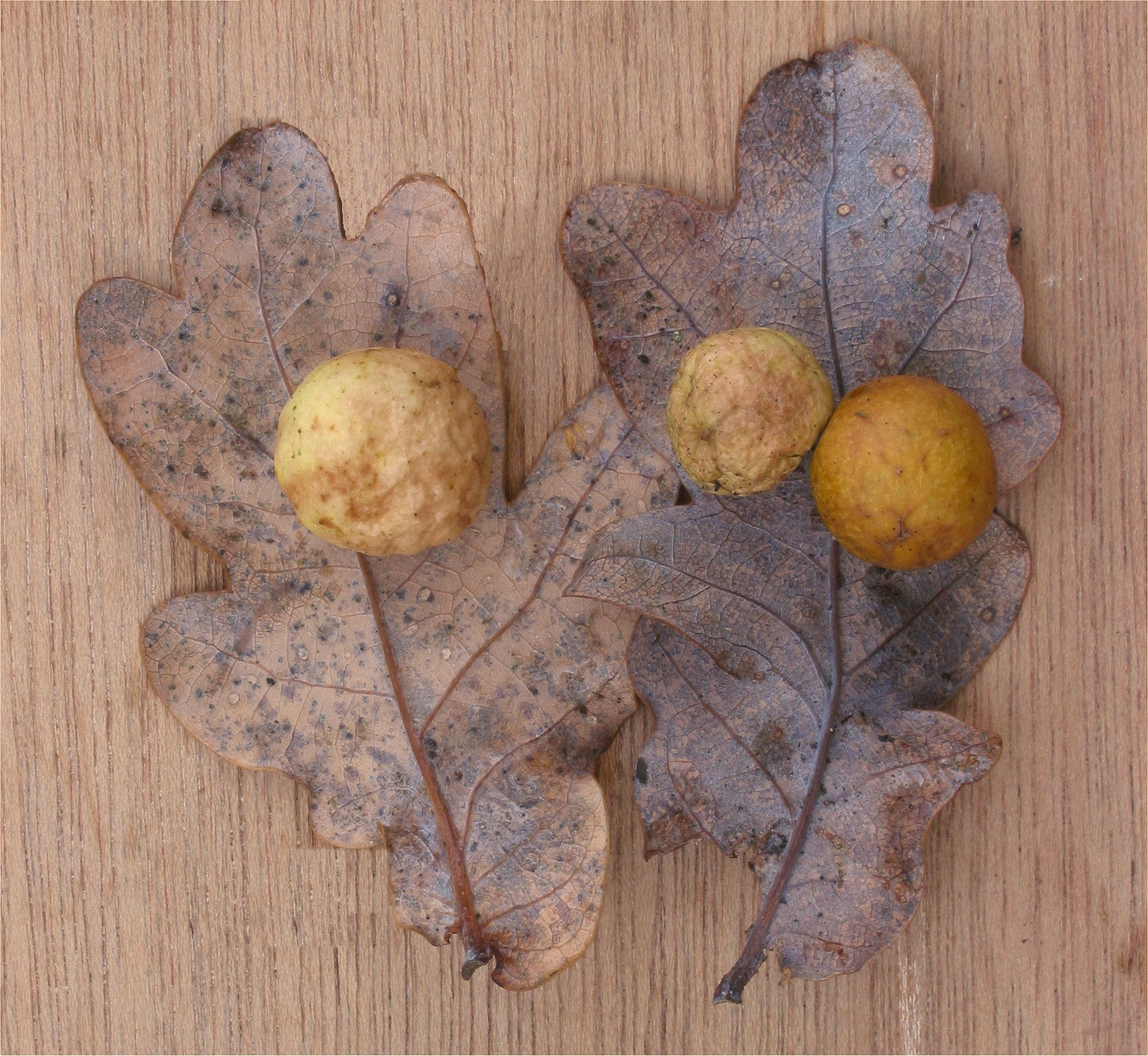
Galas
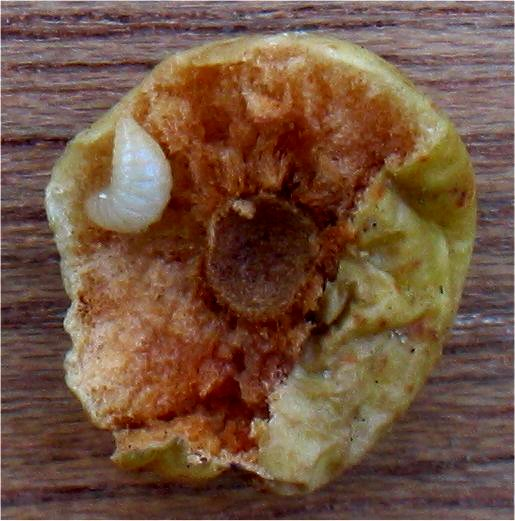
Larwa